# IROC XIV
La 14e édition de l'International Race of Champions, disputée en 1990, a été remportée par l'Américain Dale Earnhardt. Tous les pilotes  conduisaient des Dodge Daytona.

## Courses de l'IROC XIV
| Date           | Lieu      | Vainqueur      | Nationalité | Championnat d'origine                     |
| 5 mai 1990     | Talladega | Dale Earnhardt | États-Unis  | Winston Cup (NASCAR)                      |
| 7 juillet 1990 | Cleveland | Martin Brundle | Royaume-Uni | World Sports Prototype Championship (FIA) |
| 5 août 1990    | Michigan  | Dale Earnhardt | États-Unis  | Winston Cup (NASCAR)                      |

## Classement des pilotes
| Classement | Pilote             | Pays        | Championnat                               | Points |
| ---------- | ------------------ | ----------- | ----------------------------------------- | ------ |
| 1er        | Dale Earnhardt     | États-Unis  | Winston Cup (NASCAR)                      | 60     |
| 2e         | Al Unser Jr.       | États-Unis  | CART                                      | 44     |
| 3e         | Martin Brundle     | Royaume-Uni | World Sports Prototype Championship (FIA) | 41     |
| 4e         | Mark Martin        | États-Unis  | Winston Cup (NASCAR)                      | 37     |
| 5e         | Terry Labonte      | États-Unis  | Winston Cup (NASCAR)                      | 36     |
| 6e         | Emerson Fittipaldi | Brésil      | CART                                      | 29     |
| 7e         | Dorsey Schroeder   | États-Unis  | Trans-Am (SCCA)                           | 26     |
| 8e         | Rusty Wallace      | États-Unis  | Winston Cup (NASCAR)                      | 26     |
| 9e         | Darrell Waltrip    | États-Unis  | Winston Cup (NASCAR)                      | 23     |
| 10e        | Bobby Rahal        | États-Unis  | CART                                      | 18     |
| 11e        | Geoff Brabham      | Australie   | IMSA                                      | 18     |
| 12e        | Danny Sullivan     | États-Unis  | CART                                      | 13     |

Note: Forfait sur blessure lors des deux dernières manches, Darrell Waltrip a reçu à deux reprises les points de la douzième place malgré ses absences.